# Eldon L. Knuth
Eldon L. Knuth (* 10. Mai 1925 in Clayton, Clayton County, Iowa; † 15. Februar 2023 in Thousand Oaks) war ein US-amerikanischer Aeronautiker und Professor für Aeronautik.

## Werdegang
Nachdem er seinen Militärdienst bei der US Army geleistet hatte, studierte Knuth am California Institute of Technology und wurde dort 1953 promoviert. Ab 1956 war er Professor an der University of California, Los Angeles.
Eldon Knuth war Mitglied der Clayton County Genealogical Society und aktiv in der Mecklenburgischen Genealogie tätig. Knuth, selbst Nachfahre ausgewanderter Mecklenburger, besuchte 1975/76 erstmals Mecklenburg und wurde dort auf das Buch Jürnjakob Swehn der Amerikafahrer aufmerksam gemacht. Knuth konnte die wahre Identität des Swehn recherchieren. Seine Vorfahren väterlicherseits stammten aus dem heutigen Rheinland-Pfalz und dem Saarland, darunter der Trierer Maler Johann Peter Weber (1737–1804).

## Werke
- Introduction to Statistical Thermodynamics. New York, McGraw-Hill, 1966.
- Auf den Spuren von Jürnjakob Swehn. Rostock, BS-Verlag 2005.

## Auszeichnungen und Ehrungen
- 2009 Johannes-Gillhoff-Preis
- Fritz-Reuter-Medaille